# Sibiriaczok
Sibiriaczok (ros. Сибирячок) – rosyjski bezzałogowy statek powietrzny klasy FPV, opracowany z myślą o masowym wykorzystaniu na polu walki. Jego projekt charakteryzuje się niskimi kosztami produkcji oraz prostą konstrukcją, co umożliwia szybkie wdrażanie w działaniach bojowych. Wzbudził wiele kontrowersji związanych z procederem sprzedawania armii rosyjskiej wyposażenia po zawyżonych cenach.

## Historia
Dron został opracowany w odpowiedzi na potrzeby Sił Zbrojnych Federacji Rosyjskiej w zakresie tanich, masowo produkowanych dronów bojowych. Użytkowany w działaniach wojennych od 2024 roku, pierwotnie wzbudził kontrowersje z uwagi na niską jakość wykonania i sposób finansowania. Dron produkowany jest przez firmę Gaskar Group, której właściciel ma według źródeł niezależnych powiązania z wicepremierem Federacji Rosyjskiej, Maratem Chusnullinem. Mimo deklarowanego kosztu komponentów w wysokości około 200 tys. rubli, cena jednostkowa oferowana rosyjskim siłom zbrojnym sięgała 2,5 mln rubli, co wzbudziło podejrzenia o nadużycia finansowe. Od 2024 r. wdrażany jest w wersji czwartej generacji, która została zaprezentowana w grudniu tego roku wybranym mediom rosyjskim zaproszonym przez producenta. Zakład produkcyjny ma możliwość wyprodukowania ok. 70 tys. egzemplarzy drona rocznie.
Od końca 2024 r. wdrożono zmodernizowaną linię produkcyjną opartą na technologii formowania wtryskowego, która zastąpiła wcześniejszy druk 3D. Umożliwiło to zwiększenie produkcji do poziomu ponad 150 dronów dziennie, przy deklarowanym wykorzystaniu ponad 85% komponentów drona pochodzących z Rosji.

## Charakterystyka techniczna
Dron należy do klasy lekkich bezzałogowców jednorazowego użytku lub krótkiego cyklu operacyjnego. Zasilany jest silnikiem elektrycznym i napędzany śmigłami w układzie quadrocoptera. Wyposażony został w prostą kamerę dzienną lub kamerę z funkcją termowizji. W drugiej wersji rozwojowej zmieniono kamerę na nowszy model. W wersji trzeciej poprawiona została komunikacja drona z operatorem poprzez rozdzielenie wiązek sterujących i zmianę położenia anten. W najnowszych wersjach (od 2025 r.) systemy obrazowania zostały ulepszone o funkcję cyfrowego zoomu i transmisji obrazu w czasie rzeczywistym. Producent również odszedł w budowie drona od technologii druku 3D, która powodowała kruchość konstrukcji. 
Pierwsze generacje dronów montowane były z ogólnodostępnych komponentów pochodzących z chińskiego rynku e-commerce, co skutkowało niską jakością podzespołów i awaryjnością systemu. Jednostki wojskowe, które otrzymywały dorny do użycia, odnotowywały przypadki montażu kamer „do góry nogami”, odwróconych śmigieł, czy błędnego rozmieszczenia masy konstrukcji, prowadzącego do wypadków przy starcie. Oddziały użytkujące drony meldowały o opóźnieniach w łączności dron-operator rzędu trzech sekund.

## Wykorzystanie bojowe
Dron jest stosowany przez jednostki armii rosyjskiej podczas walk w Ukrainie. Producent zapewnia przeszkolenie zespołów wojskowych operatorów oraz organizuje grupy techniczne wspierające ich w strefie walk. Dron został wykorzystany do ataków na cele naziemne (w tym pojazdy opancerzone i umocnienia), prowadzenia rozpoznania na krótkim dystansie  oraz zakłócania działań przeciwnika poprzez ataki saturacyjne. 